# Brunhais
Brunhais ist ein Ort und eine ehemalige Gemeinde (Freguesia) im Norden Portugals.
Brunhais gehört zum Kreis Póvoa de Lanhoso im Distrikt Braga. Die Gemeinde hatte eine Fläche von 2,6 km² und 313 Einwohner (Stand 30. Juni 2011).
Am 29. September 2013 wurden die Gemeinden Brunhais und Esperança zur neuen Gemeinde União das Freguesias de Esperança e Brunhais zusammengeschlossen.